# Ликующие дети
«Ликующие дети» (латыш. «Gavilējošie bērni», также картина известна под названием «Весенняя песня», латыш. "Pavasara dziesma") — одна из самых известных картин латышского художника Яниса Розенталса (латыш. Janis Rozentāls, 1866—1916), созданная около 1901 года.

## История создания картины и её судьба
Картина создана около 1901 года (встречается также дата 1900 год). Размер — 41 на 63,5 сантиметра. Техника — масляная живопись по картону, наклеенному на холст. Искусствовед Кристиана Абеле утверждает, что о замысле и работе над полотном художника практически ничего не известно.
Картина находится в коллекции Латвийского национального художественного музея (латыш. Latvijas Nacionālais mākslas muzejs в Риге. Инвентарный номер — VMM GL 47). Сохранились фотографии художника, сделанные в ходе работы над картиной. На них запечатлены дети-модели в студии художника. Сын сестры супруги художника рассказывал позднее: 

Он гулял вдоль реки Лоймийоки в поисках сюжетов. Когда место казалось ему интересным, он делал много фотографий, которые потом сам проявлял на чердаке. Когда все было готово, он отправлялся на место уже с моделями и всеми своими причиндалами. Прежде всего он быстро набрасывал этюд, обычно пастелью. Потом следовала небольшая картинка маслом без деталей. Для одной картины моделям приходилось позировать всего три-четыре раза.— Юрис Касянич. Розенталс и розы
В 2016 году фотографии и картина были представлены на большой выставке в Латвийском национальном художественном музее «Янис Розенталс (1866—1916). Искусство и техника», посвящённой творчеству художника. Латвийское радио в связи с этим подготовило рассказы о его лучших картинах. Одна из передач в серии «История одной картины» (латыш. Vienas gleznas stāsts) была посвящена картине «Ликующие дети».

## Сюжет и восприятие картины
Историк искусства Кристиана Абеле (латыш. Kristiāna Ābele) указывает на то, что свидетельством популярности картины «Ликующие дети» является её присутствие в большом количестве школьных хрестоматий, изданных в разное время. Она отмечает отголоски различных традиций, необычные художественные эффекты и приёмы, используемые Розенталсом.
Критики отмечают влияние на стиль художника в это время академизма, реализма, символизма, модерна. Он сочетал реальность с мифическим миром, хотя фольклор в его работах не был единственным источником вдохновения.
«Ликующие дети» является следующим шагом в развитии темы пения a capella простолюдинов (преимущественно детей), которая началась в его творчестве ранней картиной «Дочь пастуха» (латыш. Ganu meita или Ganu meita dziesma, 1898). Тема музыки была в целом близка художнику. Он считал, что

…живописец должен "петь" красками, создавать цветовые аккорды, использовать определенные художественные средства, чтобы в итоге картина производила впечатление, будто происходящее на ней неразрывно связано с музыкой.— Десять картин классика Розенталя: «Ликующие дети»
Искусствоведы отмечают «самоидентификацию» изображённых на картине детей с образами, запечатлёнными на полотне (цветы, растения и птицы), все они приходят в восторг от солнца, музыки (сопоставимой с народными латышскими напевами, которыми увлекался художник) и весны.
Впоследствии художник использовал мотивы этой картины в полотне «Весна» (латыш. Pavasaris, 1909—1911, 98 × 67, инвентарный номер — Mgl 112, картина находится в Тукумском музее).

## Галерея

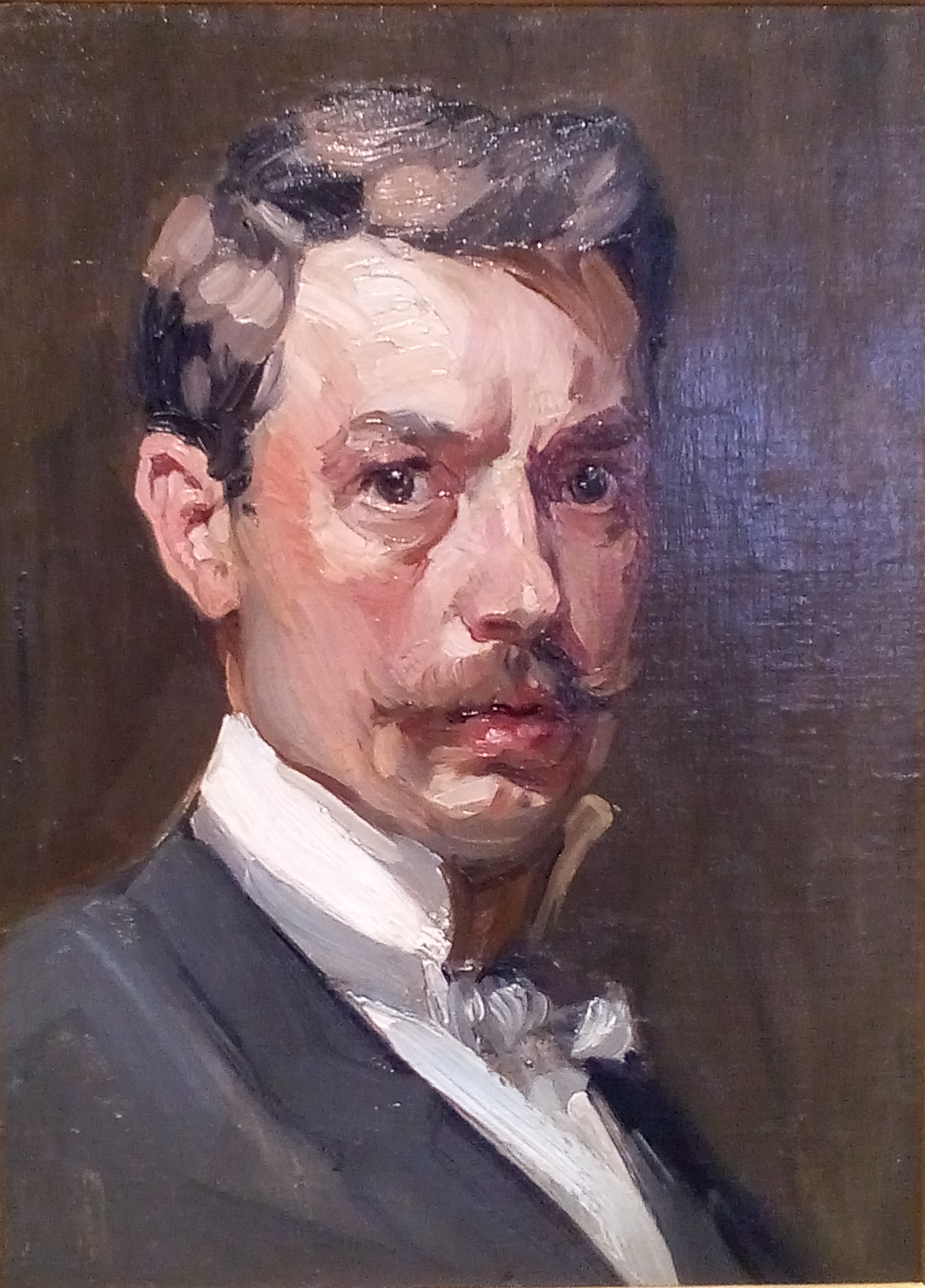
Янис Розенталс. Автопортрет
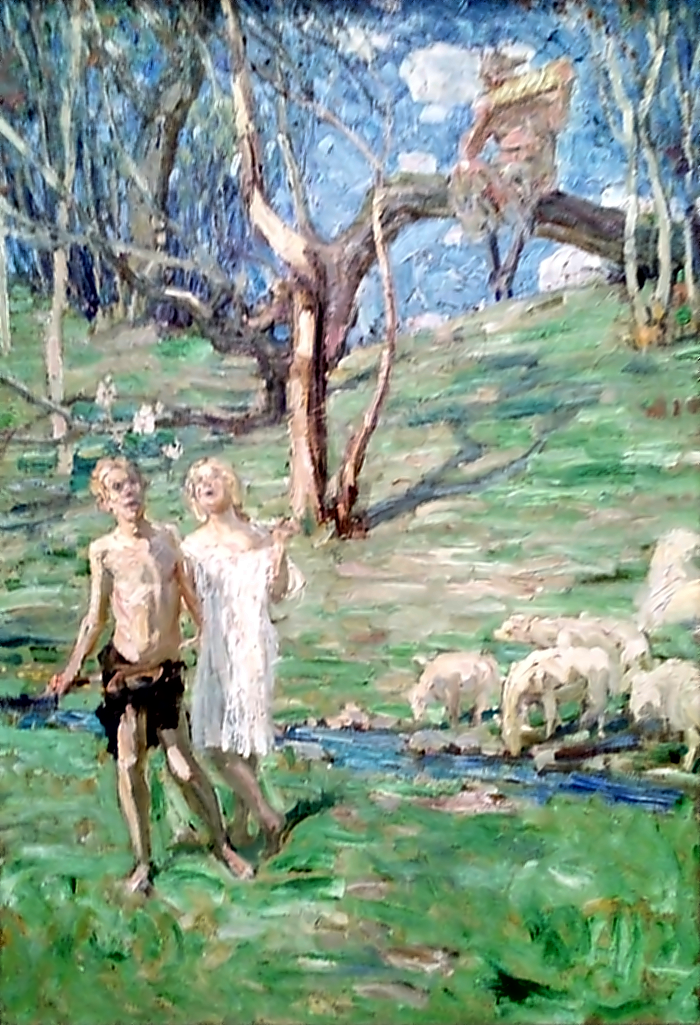
Янис Розенталс. Весна, 1909—1911
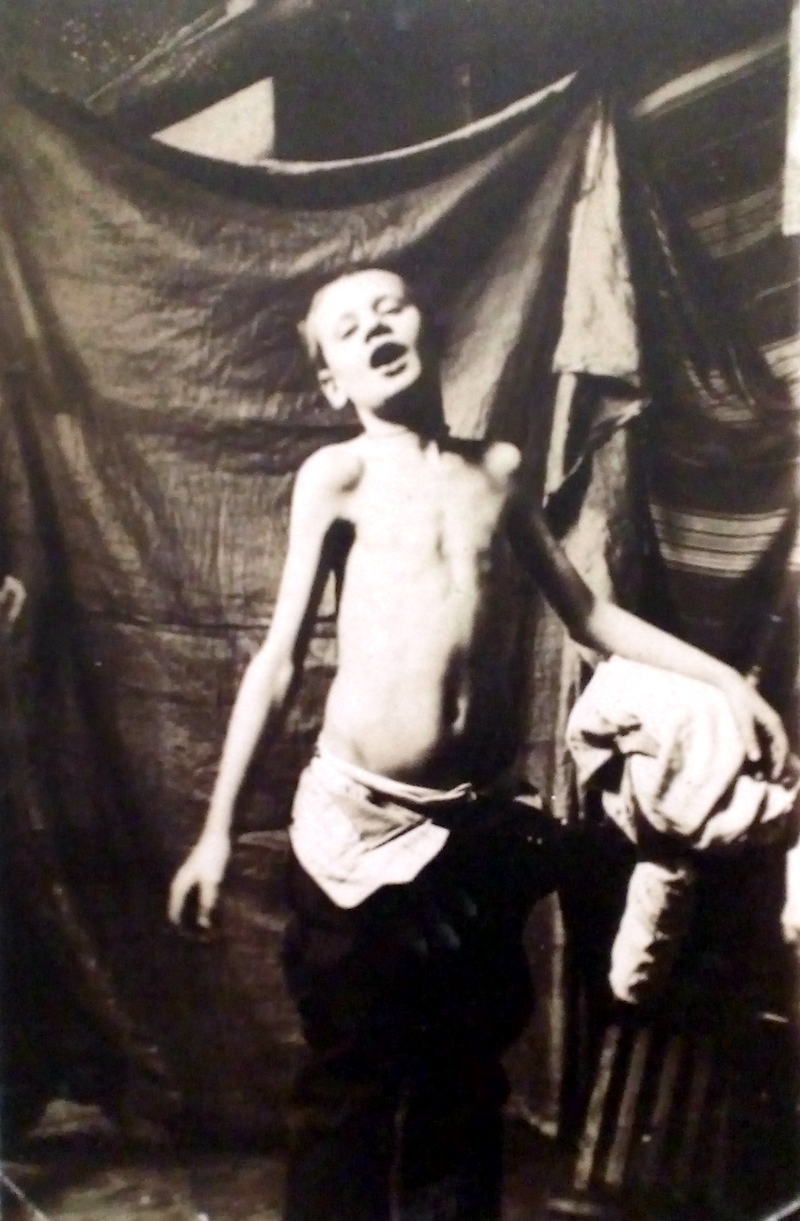
Янис Розенталис. Фотография натурщика к картине «Ликующие дети»
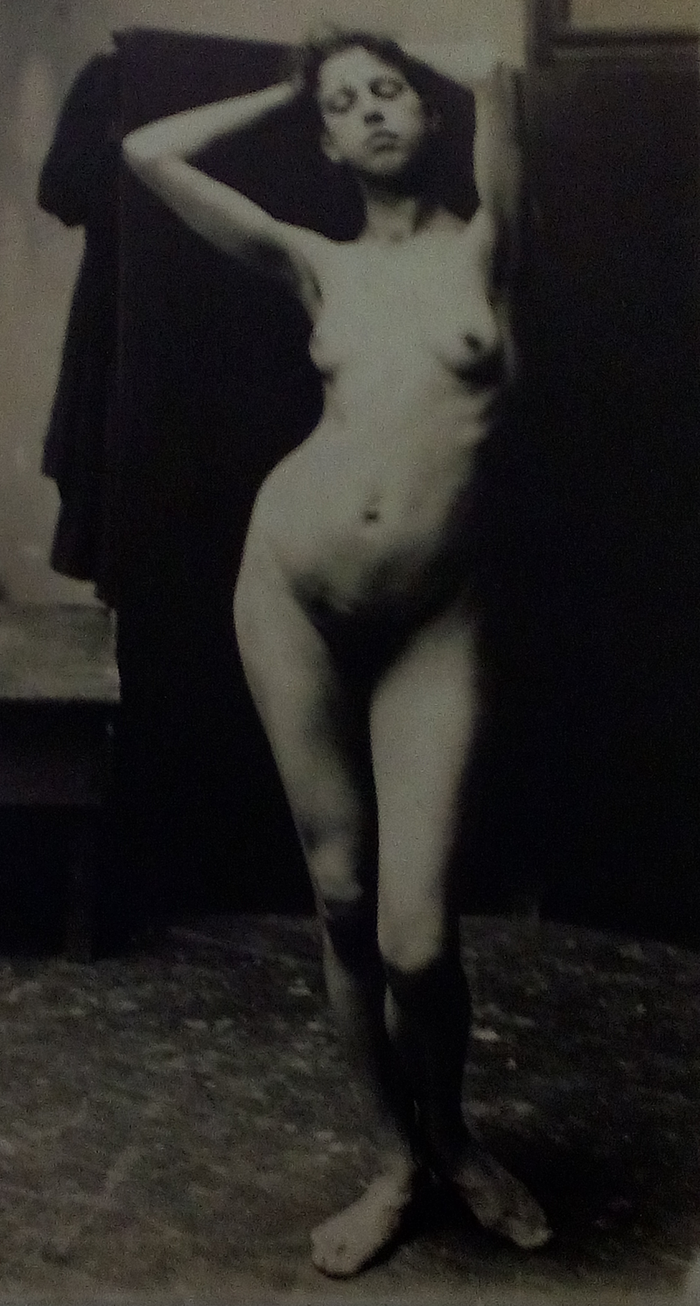
Янис Розенталис. Фотография натурщицы к картине «Ликующие дети»
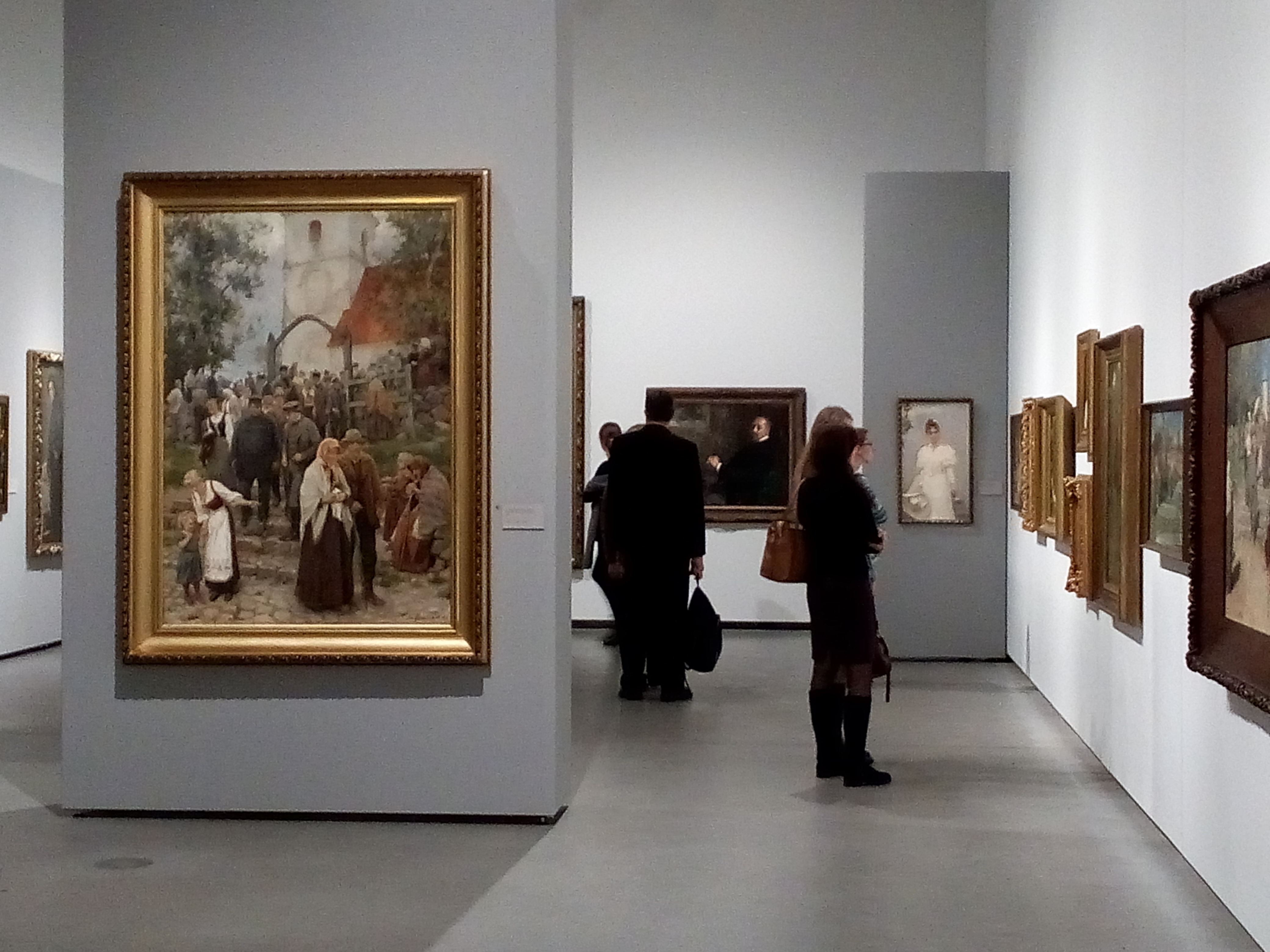
Выставка Яниса Розентался в Латвийском Национальном художественном музее. 2016 год